# Шмид, Генрих
Генрих Фридрих Фердинанд Шмид (нем. Heinrich Schmid, 31 июля 1811 — 17 ноября 1885) — немецкий лютеранский богослов, педагог, историк церкви.

## Биография
Генрих Фридрих Фердинанд Шмид родился 31 июля 1811 года в городе Гамбурге, среднюю школу окончил в Аугсбурге. С 1828 года изучал богословие в Тюбингене, Галле, Берлине и Эрлангене. В 1833 году поступил во вновь созданную Мюнхенскую семинарию.
С 1837 года преподавал в Эрлангене. После габилитации с 1846 года стал приват-доцентом Эрлангенского университета, с 1848 года — ассоциированным профессором, с 1852 года — полным профессором богословия. В 1855 году стал также профессором религиозной истории. Известен своей речью 1867 года о необходимости расширения академических свобод. Ушёл в отставку в 1881 году.
Основные работы: «Die Dogmatik d. evangelisch-lutherischen Kirche» (7-е издание, 1893); «Geschichte d. synkretistischen Streitigkeiten» (Эрланген, 1846); «Gesch. des Pietismus» (1863); «Lehrbuch d. Dogmengeschichte» (4-е издание, 1887); «Der Kampf der lutherischen Kirche um Luthers Lehre vom Abendmahl im Reformationszeit» (Лейпциг, 1868); «Gesch. d. Kat. Kirche Deutschlands von d. Mitte des XVIII Jahrh.» (Мюнхен, 1872—1874); «Handb. d. Kirchengeschichte» (1880—1881).